# To Beast or Not to Beast
To Beast or Not to Beast è il sesto album del gruppo hard hock finlandese Lordi, pubblicato il 1º marzo in Europa e il 19 marzo 2013 negli Stati Uniti. L'album segna il debutto nella band della nuova tastierista Hella, in sostituzione di Awa, e del nuovo batterista Mana, che sostituisce Otus, deceduto prematuramente il 13 febbraio 2013, a cui è dedicata la traccia SCG6: Otus' Butcher Clinic, che lui stesso aveva scritto.

## Tracce
1. We're Not Bad for the Kids (We're Worse) – 3:23
2. I Luv Ugly – 3:48
3. The Riff – 3:44
4. Something Wicked This Way Comes – 4:58
5. I'm the Best – 3:16
6. Horrifiction – 3:29
7. Happy New Fear – 4:46
8. Schizo Doll – 4:34
9. Candy for the Cannibal – 4:43
10. Sincerely with Love – 3:14
11. SCG6: Otus' Butcher Clinic – 3:24

Traccia bonus dell'edizione giapponese
1. Hulking Dynamo – 3:03

## Formazione
- Mr. Lordi - voce
- Amen - chitarra
- OX - basso
- Mana - batteria
- Hella - tastiere

## Classifiche
| Paese     | Posizione più alta |
| --------- | ------------------ |
| Austria   | 67                 |
| Finlandia | 8                  |
| Germania  | 58                 |
| Svizzera  | 95                 |